# Sherlock Holmes (série télévisée d'animation)
Pour les articles homonymes, voir Sherlock Holmes (série télévisée) et Sherlock Holmes (homonymie).
Sherlock Holmes (名探偵ホームズ, Meitantei Hōmuzu, littéralement Holmes le célèbre détective, en italien Il fiuto di Sherlock Holmes) est une série télévisée d'animation italo-japonaise en 26 épisodes de Kyousuke Mikuriya et Hayao Miyazaki, coproduite par la RAI et TMS et inspirée de l'œuvre d'Arthur Conan Doyle.
Débutée en 1981 sous la supervision de Hayao Miyazaki, la production est interrompue au bout de six épisodes en raison de problèmes de droits et reprise seulement début 1984 par Kyōsuke Mikuriya.

## Synopsis
Le détective privé Sherlock Holmes et son acolyte le docteur Watson se voient confier des enquêtes pour déjouer les plans du professeur Moriarty. Les personnages sont tous des canidés anthropomorphes.

## Distribution

### Voix originales
- Taichirō Hirokawa : Sherlock Holmes
- Kōsei Tomita : Dr Watson
- Yōko Asagami : Mme Hudson
- Chikao Ohtsuka : Pr Moriarty
- Shōzō Iizuka : Inspecteur Lestrade
- Hiroshi Masuoka : Todd
- Mitsuo Senda : Smiley

### Voix françaises
- Serge Lhorca : Sherlock Holmes / M. Pelison (ép. 15)
- Jacques Marin : Watson (1re voix) / M. Sampton (ép. 2)
- Jacques Dynam : Watson (2e voix)
- Françoise Pavy : Mme Hudson / Mlle Sills (ép. 2) / Ellen Roylott (ép. 8) / Emily Pocus (ép. 12) / Marie (ép. 17) / Mlle Hamilton (ép. 21) / Elisabeth (ép. 26)
- Amélie Morin : Mme Hudson (épisodes 1,5 et 9) / Martha (ép. 3) / Maria (ép. 11)
- Gérard Hernandez : Moriarty / M. Pocus (ép. 12) / M. Brighton (ép. 14) / le maharadjah (ép. 23)
- Roger Carel : Moriarty (ép. 6) / le grand-père de Willy (ép. 16)
- Philippe Dumat : Moriarty (épisodes 20 et 25)
- Jacques Ferrière : Moriarty (épisodes 22 / 24 et 26)
- Maurice Sarfati : Inspecteur Lestrade / Smiley / Tommy (ép. 10) / le prince Abajan (ép. 26)
- Pierre Trabaud : Lestrade et Smiley (épisodes ép. 13 et 14) / le père d'Anthony (ép. 6) / le soldat français (ép. 19) / le perroquet (ép. 23) / le bijoutier (ép. 25) / le père de Robert (ép. 26)
- Jean-Claude Montalban : Todd (voix principale) / Dudley (ép. 2) / le bijoutier (ép. 5) / Jonathan (ép. 8) / Kinosuke Natsumi (ép. 19)
- Pierre Fromont : Todd (voix de remplacement) / le complice de Moriarty (ép. 24) / le père d'Elisabeth (ép. 26)
- Pierre Garin : Lord Georges (ép. 1)
- Claude Dasset : Le père de Martha (ép. 3) / le capitaine et son jumeau (ép. 9) / M. Gilmore (ép. 11)
- Francette Vernillat : Polly (ép. 5) / Anthony (ép. 6) / Michaël (ép. 11) / Willy (ép. 16)
- Jane Val : la mère d'Anthony (ép. 6) / Mme Pelison / Lewis / la vieille femme (ép. 15)
- Luq Hamet : le chef des enfants (ép. 7)
- Jacques Torrens : David (ép. 17) / le chef de la police (ép. 18)
- Michel Bedetti : le garde royal (ép. 21) / Mack (ép. 22)
- Dominique Dumont : Hélène (ép. 22)
- Maryse Meryl : Pénélope (ép. 25)
- Claude Chantal : la gouvernante et la tante de Pénélope (ép. 25)
- Monique Thierry : Alice (ép. 26)

Source : Planète Jeunesse

## Production

### Développement
Fruit d'une collaboration entre la télévision italienne RAI et Tokyo Movie Shinsha (TMS), le dessin animé a commencé par être supervisé par Hayao Miyazaki. Du côté italien, ce sont Toni, Marco et Gi Pagot (les dessinateurs de Caliméro et Grisù) qui se sont chargés de la pré-production de la série, proposant des illustrations des personnages. 
Après six premiers épisodes réalisés (les épisodes 3, 4, 5, 9, 10 et 11), la production s'arrête en mai 1983. Si certains avancent les possibles problèmes avec la descendance d'Arthur Conan Doyle, il semblerait que ce soit le manque d'engagement de la RAI qui bloque le processus de diffusion. En 1984, les épisodes Le Rubis bleu et Le Trésor des mers sont montés bout à bout et diffusés au cinéma dans une version modifiée pour l'occasion. À la suite du succès du film Nausicaä de la vallée du vent, la production des vingt épisodes supplémentaires reprend avec Kyōsuke Mikuriya à la réalisation, Miyazaki étant alors occupé sur la version bande dessinée de Nausicaä.
Selon Hayao Miyazaki, le professeur Moriarty et Holmes étaient tous les deux stupides et le personnage le plus intelligent était en réalité Mrs Hudson représentée comme une jeune veuve (il avait même pensé un moment la représenter avec des traits humains).[réf. souhaitée]

### Musique
- Le compositeur de la musique est Kentarō Haneda. Au Japon, les génériques de début (Une histoire tombée du ciel (空からこぼれたSTORY, Sora kara koboreta sutōrī?)) et de fin (La Danse de la Tamise (テームズ河のDANCE, Tēmuzu gawa no dansu?)) sont interprétés par Da Capo.
- En France, le générique est une adaptation en français du générique de début japonais et est chanté par Amélie Morin. La version longue est sortie en CD en 2001. Une version pour TF1 a été conçue par Jean-François Porry et Gérard Salesses pour Bernard Minet[2].
- Une version italienne de P. Zavallone, M. Malavasi et F. Poli, interprétée par Complotto, a également été créée et adaptée pour l'Italie, les États-Unis et l'Espagne.

### Fiche technique
- Titre original : 名探偵ホームズ (Meitantei Hōmuzu?)
- Titre français : Sherlock Holmes
- Réalisation : Kyousuke Mikuriya et Hayao Miyazaki
- Scénario : Sunao Katabuchi et Hayao Miyazaki, d'après les personnages d'Arthur Conan Doyle
- Décors : Jin Kageyama et Nizô Yamamoto
- Conception des personnages : Yoshifumi Kondō
- Animation : Kazuhide Tomonaga
- Photographie : Akio Wakana et Hirokata Takahashi
- Montage : Ruth Wald, Shûichi Kakesu et Takeshi Seyama
- Musique : Kentarō Haneda
- Production : Yutaka Fujioka et Luciano Scaffa
- Sociétés de production : TMS Entertainment ; Rever Cinematografica et RAI Radiotelevisione Italiana
- Pays d’origine :  Japon /  Italie
- Langue originale : anglais, italien et japonais
- Format : couleur
- Genre : aventure policière
- Durée : 24 minutes

## Diffusion
Elle est diffusée au Japon sur TV Asahi de novembre 1984 à mai 1985, en Italie sur Rai Uno en novembre 1984, en France dans Cabou Cadin sur Canal+ à partir du 4 novembre 1984, et rediffusée à partir du 24 décembre 1986 dans Récré A2 sur Antenne 2, dès 1990 dans le Club Dorothée sur TF1 et en 2005 sur France 5 dans l'émission Midi les Zouzous, puis sur Gulli. En 2011 sur France 4 dans Ludo La série est diffusée depuis peu[Quand ?] sur la chaîne Mangas, et quelques fois sur la chaîne J-One. Au Québec, elle a été diffusée à partir du 20 septembre 1986 à la Télévision de Radio-Canada sous le titre Les Aventures de Sherlock Holmes, puis rediffusée à partir du 8 septembre 1992 sur Canal Famille, en Belgique sur Télé 21. La série est également disponible sur Netflix depuis décembre 2018.

## Épisodes
| No | Titre français                 | Titre japonais                 | Titre japonais                       | Date de 1re diffusion |
| No | Titre français                 | Kanji                          | Rōmaji                               | Date de 1re diffusion |
| --- | ------------------------------ | ------------------------------ | ------------------------------------ | --------------------- |
| 1 | Les Quatre Signatures          | 彼がうわさの名探偵             | Kare ga uwasa no meitantei           | 6 novembre 1984       |
| Après avoir embarqué à bord d'un ferry-boat, le docteur Watson se lie d'amitié avec Sherlock Holmes. Mais leurs aventures ne font que commencer… |                                |                                |                                      |                       |
| 2 | La Couronne                    | 悪の天才モリアーティ教授       | Aku no Tensai Moriāti-kyūshu         | 13 novembre 1984      |
| Lors d'une réception donnée chez le riche M. Sampton, la couronne de Mazalin disparait mystérieusement. Tous les soupçons portent alors sur le fils de monsieur Sampton ; car lui seul était présent dans la pièce où se trouvait le précieux objet… |                                |                                |                                      |                       |
| 3 | La Petite Cliente              | 小さなマーサの大事件！？       | Chīsana Māsa no daijiken!?           | 20 novembre 1984      |
| Une petite fille demande à Sherlock Holmes de retrouver son père, qui a disparu depuis plusieurs jours. |                                |                                |                                      |                       |
| 4 | L'Enlèvement de Mme Hudson     | ミセス・ハドソン人質事件       | Misesu Hadoson hitojichi jiten       | 27 novembre 1984      |
| Persuadé que Sherlock Holmes ne lui mettra plus de bâtons dans les roues si Madame Hudson n'est plus là pour épauler son pire ennemi, le professeur Moriarty échafaude un plan…                                                                      |                                |                                |                                      |                       |
| 5 | Le Rubis bleu                  | 青い紅玉                       | Aoi kōgyoku                          | 4 décembre 1984       |
| Alors qu'une étrange machine volante parcourt le ciel de Londres, personne n'a remarqué la disparition d'un splendide rubis. |                                |                                |                                      |                       |
| 6 | Le Ballon vert                 | 緑の風船の謎をとけ！           | Midori no fūsen no nazo o toke!      | 11 décembre 1984      |
| Un ballon portant un message de détresse finit par atterrir au 221B Baker Street. Mais d'où vient-il ? |                                |                                |                                      |                       |
| 7 | L'Image sacrée                 | 大追跡！ちびっこ探偵団         | Daitsuiseki! Chibikko tanteidan      | 18 décembre 1984      |
| Au sommet d'un monument londonien se trouve une statue d'or. Sa valeur est estimée à plus de deux millions de livres, ce qui ne manque pas d'intéresser le professeur Moriarty…                                                                      |                                |                                |                                      |                       |
| 8 | La Corde                       | まだらのひも                   | Madara no himo                       | 8 janvier 1985        |
| Depuis qu'elle était petite, Ellen Roylott n'a jamais revu son oncle ; c'est pour cette raison qu'elle espère le retrouver à son retour d'Amérique.                                                                                                  |                                |                                |                                      |                       |
| 9 | Le Trésor de la mer            | 海底の財宝                     | Kaitei no saihō                      | 15 janvier 1985       |
| Le tout dernier modèle d'un sous-marin venant à peine d'être achevé a disparu. Dépassé par les évènements, l'état-major de la flotte britannique s'en remet à Sherlock Holmes.                                                                       |                                |                                |                                      |                       |
| 10 | L'Aéropostale                  | ドーバー海峡の大空中戦         | Dōbā Kaikyō no daiuchūsen            | 22 janvier 1985       |
| Un avion devant assurer la future liaison postale aérienne entre Londres et Paris s'écrase près de l'appartement de Sherlock Holmes. |                                |                                |                                      |                       |
| 11 | La Disparition des pièces d'or | ねらわれた巨大貯金箱           | Nerawareta kyodai chokindako         | 29 janvier 1985       |
| Un riche industriel s'aperçoit que plusieurs pièces d'or ont disparu de sa tirelire. Mais Sherlock Holmes redoute quelque chose de bien plus grave…                                                                                                  |                                |                                |                                      |                       |
| 12 | La Poursuite                   | 教授嵐の大失敗！！             | Kyōju arashi no daishippai!!         | 5 février 1985        |
| Tous les nouveaux modèles de voitures testés par Scotland Yard finissent par avoir un accident. Mais pourquoi ? |                                |                                |                                      |                       |
| 13 | Les Lingots d'or               | 貨車が消えた！？教授の大魔術   | Kasha ga kieta!? Kyōju no daimajutsu | 12 février 1985       |
| Un train faisant route vers Londres perd son wagon destiné au transport d'une cargaison de lingots d'or. Personne n'a remarqué la disparition, mais Sherlock Holmes a sa petite idée concernant l'identité du responsable…                           |                                |                                |                                      |                       |
| 14 | Les Langoustes                 | 珍味！さんごのロブスター       | Chinmi! Sango no robusutā            | 19 février 1985       |
| Sherlock Holmes est appelé par un riche industriel dans le but de vérifier son système de protection anti-vol… Mais lorsqu'il arrive chez son client, il est déjà trop tard.                                                                         |                                |                                |                                      |                       |
| 15 | La Statue d'or                 | 見たか！！ピカピカの大どろぼう | Mitaka!! Pika pika no dai dorobō     | 26 février 1985       |
| Une banque perd un important stock de lingots d'or. Néanmoins, aucun billet n'a disparu… |                                |                                |                                      |                       |
| 16 | Le Glaive des magiciens        | 魔城！！ホームズ生か死か？     | Majō!! Hōmuzu sei ka shi ka?         | 5 mars 1985           |
| Un ancien joyau celte datant de plusieurs centaines d'années parait attirer bien des convoitises… |                                |                                |                                      |                       |
| 17 | Le Monstre de la Tamise        | テムズ川の怪物                 | Temuzu-gawa no kaibutsu              | 12 mars 1985          |
| Il parait qu'une mystérieuse créature se cache au fond de la Tamise. Mais cela dissimulerait-il autre chose ? |                                |                                |                                      |                       |
| 18 | Les Trois Étudiants            | ネス湖に散ったドジ作戦！       | Nesu mizuumi ni chitta doji sakusen! | 19 mars 1985          |
| Trois jeunes étudiants des Beaux-Arts ont disparu, sans laisser la moindre trace derrière eux. |                                |                                |                                      |                       |
| 19 | La Pierre de Rosette           | 漱石・ロンドン凧合戦！         | Chinryū : Rondon tako kassen!        | 26 mars 1985          |
| La célèbre pierre de Rosette est exposée dans un musée londonien ; mais plusieurs pays entrent en désaccord au sujet de sa propriété. |                                |                                |                                      |                       |
| 20 | Le Dirigeable                  | 飛行船しろがね号を追え！       | Hikōsen shirogane gō o oe!           | 2 avril 1985          |
| Un gigantesque ballon dirigeable doit être lancé en grande pompe. |                                |                                |                                      |                       |
| 21 | L'Étalon                       | ブンブン！はえはえメカ作戦     | Bun bun! Hae hae meka sakusen        | 9 avril 1985          |
| Un mystérieux voleur prend plaisir à doubler le professeur Moriarty. |                                |                                |                                      |                       |
| 22 | Les Machines volantes          | ハチャメチャ飛行機大レース！？ | Hachamecha hikōki dai rēsu!?         | 16 avril 1985         |
| Un moteur d'avion a disparu. Mais quelque temps plus tard, l'atelier brule dans un incendie… |                                |                                |                                      |                       |
| 23 | Le Perroquet                   | 知恵くらべ！オウム対教授       | Chie kurabe! Ōmu tai kyōju           | 23 avril 1985         |
| Alors que Sherlock Holmes et le docteur Watson regagnent Londres en train, un perroquet semble attirer l'attention du professeur Moriarty. |                                |                                |                                      |                       |
| 24 | Histoire de cloche             | 聞け！モリアーティ賛歌         | Kike! Moriāti sanka                  | 7 mai 1985            |
| Un jour, le drame le plus inimaginable pour les Londoniens finit par se produire : Big Ben ne sonne plus. |                                |                                |                                      |                       |
| 25 | La Poupée                      | 大混乱！人形すりかえ事件       | Daikonran! Ningyō surikae jiken      | 14 mai 1985           |
| Quel peut donc être le rapport entre une poupée et un bijou disparu ? |                                |                                |                                      |                       |
| 26 | Où est la mariée ?             | さよならホームズ！最後の事件   | Sayonara Hōmuzu! Saigo no jiken      | 21 mai 1985           |
| Quelques minutes avant la cérémonie, Elizabeth et le père de cette dernière ont disparu. Robert, le jeune fiancé, sollicite finalement l'aide de Sherlock Holmes.                                                                                    |                                |                                |                                      |                       |

## Personnages
- Sherlock Holmes (ホームズ, Hōmuzu?) (un renard ou un corgi pour les anglo-saxons) : Passionné de chimie (bien que ses expériences finissent toujours en catastrophe) et de musique, il est également très observateur. Aucun détail ne lui échappe. Sa personnalité s'éloigne un peu du personnage d'origine ; là où le personnage imaginé par Arthur Conan Doyle est assez égoïste, orgueilleux, sensible aux remarques vis-à-vis de lui et toxicomane, celui-ci est plus attentionné et ouvert aux autres, ne se drogue pas et garde son sang-froid dans toutes les situations. Sa célèbre voiture est une sorte de Benz Velo ou de Peugeot type 3.
- John Watson (ワトスン, Watosun?) (un chien ou un terrier écossais pour les anglo-saxons) : il est revenu en Angleterre après avoir quitté son poste en tant que médecin militaire aux Indes. Il fait tout ce qu'il peut pour assister et aider Sherlock Holmes tout au long de leurs aventures (même s'il a souvent du mal à le suivre). Celui-ci mentionne souvent être plus âgé que Holmes.
- Marie Hudson (ハドソン夫人, Hadoson-fujin?) (une golden retriever) : c'est la logeuse de Sherlock Holmes et du docteur Watson. Dans la plupart des adaptions, madame Hudson apparaît comme étant une femme d’âge moyen ou avancé. Dans cette version, c’est une femme veuve d’une vingtaine d’années. Son époux, Jim, était un pilote. Dans cette adaptation, c’est une femme pleine de ressources et qui s’avère être une tireuse d’élite avec un revolver. Pour l'anecdote dans la VF de l'épisode 9 "Le trésor des mers", madame Hudson est appelée Madame Édison (on n'en connaît pas la raison).
- Pr James Moriarty (モリアーティ教授, Moriāti-kyōju?) (un loup) : ce scientifique a fait le choix de mettre son génie au service du crime, ce qui en fait un ennemi de longue date pour Sherlock Holmes ; il crée par ailleurs de nombreuses machines de style steampunk pour accomplir ses méfaits, les plus connues étant un avion ressemblant à un ptérodactyle et une "voiture" qui est une fusion entre un tracteur et une machine à vapeur. Il traite souvent ses complices d'« imbéciles », de « bande d'incapables », ou de « pauvres demeurés ».
- Inspecteur Lestrade (レストレード警部, Resutorēdo-keibu?) (un boxer) : il accorde une grande importance à la réputation de Scotland Yard et est très colérique (il est capable de s’agacer rien qu'à la prononciation du nom de Moriarty). Malgré tous ses efforts pour capturer Moriarty, il démontre, à travers les situations rocambolesques dans lesquelles il se trouve parfois indirectement, qu'il est non seulement incompétent, mais aussi ridicule. Les policiers de Scotland Yard font d'ailleurs fortement penser aux Keystone Cops.
- Todd (トッド, Toddo?) (un bouledogue) : complice du professeur Moriarty. Assez nerveux et peureux.
- Smiley (スマイリー, Sumairī?) (un teckel) : complice du professeur Moriarty. Plus gentil que méchant, il n'est pas très malin.